# Dehidrohalogenare
Dehidrohalogenarea este o reacție de eliminare în urma căreia are loc eliminarea unui hidracid de halogen (hidro-halogenură) dintr-un compus organic. Reacția este cel mai frecvent asociată cu sinteza alchenelor și alchinelor, însă ea este aplicabilă în mai multe contexte.

## Tipuri

### Obținerea alchenelor
Cel mai simplu exemplu de reacție de dehidrohalogenare (de tip β-eliminare) este obținerea alchenelor din derivații halogenați saturați corespunzători, reacție care poate fi ilustrată la modul general (în mediu bazic):
Reacția prezintă regioselectivitate, iar produsul poate fi determinat conform regulii lui Zaițev. Exemple includ: obținerea etenei din clorură de etil în prezență de hidroxid de potasiu și etanol ca solvent și obținerea propenei din 1-cloropropan și 2-cloropropan.

### Obținerea epoxizilor
Reacția de dehidrohalogenare aplicată halohidrinelor duce la formarea de epoxizi organici:
Această reacție este utilizată la nivel industrial pentru producerea oxidului de propilenă din clorohidrina propilenei:

### Obținerea cetenelor
Reacția de dehidrohalogenare aplicată clorurilor de acil este utilizată pentru obținerea de cetene. Reacția se poate face în prezență de trietilamină: